# Bloqueo eléctrico manual

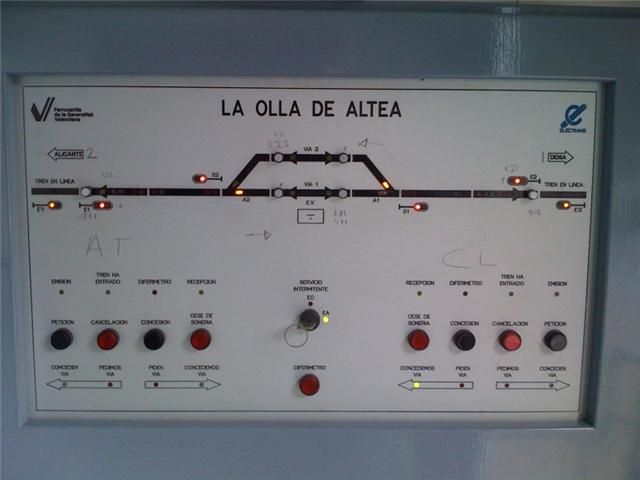
Panel de un bloqueo electrónico manual.

El Bloqueo Eléctrico Manual o BEM es un sistema de bloqueo ferroviario, que evita que dos trenes circulen por un mismo tramo de vía o cantón. Es similar al bloqueo telefónico, con la diferencia de que el acuerdo (petición/concesión de vía) sobre el uso de una vía se realiza a través de un panel electrónico conectado al panel de la estación colateral en el que actúan los Jefes de Circulación.
En su mayor parte está siendo sustituido por Bloqueos Automáticos aunque permanece en algunas líneas operativo.

## Desventajas
El Bloqueo Eléctrico Manual (BEM) no permite la utilización de un tramo de vía por más de un tren, a diferencia de los Bloqueos Automáticos, ya que el cantón de bloqueo se define entre la estación que expide el tren y su colateral inmediata abierta, por lo que permite muy poca capacidad de carga, no siendo así en los Bloqueos Automáticos, en los que el cantón lo delimitan las señales intermedias entre la estación que expide el tren y su colateral, abierta o no.
Además en cuanto a la seguridad no ofrece la misma protección que un sistema de Bloqueo Automático (BA), ya que no impide que por error humano se envíe un tren por una vía ocupada.

## Orden de Marcha
La orden de marcha para expedir un tren en BEM se da con la orden de la señal de salida, tanto a trenes directos como a trenes parados.
Por avería en el cierre/apertura de la señal de salida u otra anomalía en el bloqueo, se establecerá el Bloqueo Telefónico Supletorio.

## Estaciones AC cerradas
Es posible circular en un trayecto de BEM con estaciones AC cerradas, en este caso, las señales de entrada y salida de la estación AC cerrada deberán permitir el paso, los Pasos a Nivel (si los hubiere) deberán estar cerrados y las agujas dispuestas a vía directa y enclavadas y el cartelón C en el eje del edificio de viajeros presente.